# Malîi Brataliv, Liubar
Malîi Brataliv (în ucraineană Малий Браталів) este localitatea de reședință a comunei Malîi Brataliv din raionul Liubar, regiunea Jîtomîr, Ucraina.

## Demografie
Componența lingvistică a localității Malîi Brataliv
     Ucraineană (99,78%)
     Alte limbi (0,22%)
Conform recensământului din 2001, majoritatea populației localității Malîi Brataliv era vorbitoare de ucraineană (99,78%), existând în minoritate și vorbitori de alte limbi.